# The Principal and the Pauper
"The Principal and the Pauper" är andra avsnittet från säsong nio av Simpsons. Det sändes på Fox i USA den 28 september 1997. I avsnittet avslöjas det att Seymour Skinner inte är den personen han utger sig för att vara då han firar 20 år som rektor. En person från den amerikanska armén avslöjar honom och anklagar honom för stulit hans identitet. Skinner erkänner att han egentligen heter Armin Tamzarian och tog Skinners namn efter att han trott att Skinner hade dött i Vietnamkriget. Avsnittet skrevs av Ken Keeler och regisserades av Steven Dean Moore. Martin Sheen gästskådespelar som riktiga Seymour Skinner. Avsnittet producerades av Bill Oakley och Josh Weinstein som en del av säsong åtta. Marcia Wallace gästskådespelar som Edna Krabappel. Avsnittet har ratats av fansen då det visar att Skinner, som varit med sen seriens start, inte är den han utgett sig för att vara. Även Matt Groening (seriens skapare) och Harry Shearer (som gör rösten till Skinner) har uttalat sitt missnöje med avsnittet. Ken Keeler anser däremot att avsnittet är det bästa han skrivit för TV. Även Bill Oakley och Josh Weinstein har hyllat avsnittet.

## Handling
Seymour Skinner blir lurad av Agnes Skinner att åka till Springfield Elementary School en kväll där de firar att han fyller 20 år som rektor. På festen kommer en person som uppger att han är Seymour Skinner och att rektorn är en bedragare. Skinner avslöjar att han egentligen är Armin Tamzarian. Armin berättar att han var en buse som ung och efter en stöld fick han be om ursäkt, hamna i fängelset eller hamna i armén. Skinner gick med i armen och hamnade i Vietnamkriget. Hans sergeant var Seymour Skinner som kom från Springfield och drömde om att bli rektor. Efter en explosion försvann han och ansågs vara död. Armin klarade inte av att ge dödsbudet till Skinners fru Agnes utan började spela honom.
Riktiga Seymour Skinner berättar att han varit i ett fångläger och fått arbeta tills FN stängt ner dem för två veckor sedan. Sedan det visat sig att Armin är en bedragare får han sparken och riktiga Skinner får hans jobb. Armin lämnar Agnes och börjar en ny karriär i Capital City som reklampelare medan Skinner flyttar in till Agnes. Invånarna i Springfield gillar inte Skinner och saknar Armin och de bestämmer sig för att hämta hem honom igen. Homer övertalar invånarna att det inte spelar någon roll att Armin ljugit, alla accepterar det utom den riktiga Skinner. Skinner utvisas med tåget och Armin får tillbaka sin gamla identitet. Roy Snyder bestämmer att den som nämner händelsen igen ska utsättas för tortyr.

## Produktion
Avsnittet var det sista som Ken Keeler skrev, som också kom med idén. Avsnittet är delvis samma historia som  Martin Guerre i Sommersby. Enligt Steve Moore kallades avsnittet först för "Skinnersby". Keeler har sagt att han blev inspirerad av Tichborne. Titeln är baserad på The Prince and the Pauper av Mark Twain. Bill Oakley och Josh Weinstein gillade avsnittet för Skinner är en av deras favoriter. De båda skrev om Skinner i säsong fem-avsnittet, "Sweet Seymour Skinner's Baadasssss Song". Oakley har sagt att han och Weinstein tillbringade månader på att tänka som Skinner.
Keller anser att det kunde varit lättare att göra så den nya Skinner är hemsk och ful men han bestämde den för att han skulle vara en riktig man. Producenterna valde Martin Sheen som gästskådespelar för Skinner efter de sett honom i Apocalypse. Keeler tog namnet Armin Tamzarian från en som assisterade honom efter en bilolycka då han flyttade till Los Angeles. Tamzarian visste inte om det före avsnittet sändes. Keeler blev lite orolig om de skulle hamna i rättighetsproblem med namnet men Tamzarian ville inte stämma dem. Marcia Wallace gästskådespelar som Edna Krabappel.

## Mottagande
Avsnittet hamnade på plats 41 över mest sedda program under veckan med en Nielsen ratings på 9.2. Det var det näst mest sedda programmet på Fox under veckan. I genomsnitt fick Fox 6.4 i rating under veckan. Att Skinner var en bedragare har irriterat många fans och kritiker. Skinner har medverkat sen säsong ett, och nu har hans historia ändrats. Bill Oakley anser att avsnittet är det mest kontroversiella under hans tid som producent.. I boken Planet Simpson har Chris Turner sagt att avsnittet markerar en viktig punkt i historien då serien började tappa sin guldålder som rått sedan mitten av säsong tre. Han kallar avsnittet ett av de svagaste avsnitten i seriens historia. Han anser att handlingen är en märklig twist och som inte kommer att minnas som rolig eller sarkastisk. Turner anser att avsnittet har några bra skämt men sådana delar är det få av.
Under 2007 i en artikel i The Guardian argumenterade Ian Jones att serien blev korkad under 1997 efter avsnittet sändes. Han gillar inte att en serie avslöjar en av de större rollfigurerna som en bedragare efter så lång tid. Under 2006 i The Star-Ledger citerade Alan Sepinwall och Matt Zoller Seitz avsnittet om varför kvalitén blev så mycket sämre under säsong nio. Alan Sepinwall har i Star-Ledger ansett att avsnittet var så dåligt att det i slutet försöker göra så att tittarna aldrig nämner avsnittet igen. Jon Hein trodde att säsong nio skulle inledas bra så han känner sig lurad då det visade sig att Skinners identitet var Armin Tamzarian. James Greene från Nerve.com anser att avsnittet är på femte plats i hans lista över tio tillfällen som markerar Simpsons nedgång.
Warren Martyn och Adrian Wood har i boken I Can't Believe It's a Bigger and Better Updated Unofficial Simpsons Guide, hyllat avsnittet som ett av seriens bästa. Hos Total Film har Nathan Ditum ansett att Martin Sheen var den tjugonde bästa gästskådespelaren. Avsnittet har sedan glömts bort första gången i Boy Meets Curl då det visar sig att han var i Agnes mage som foster. Ken Keeler, Bill Oakley och Josh Weinstein har försvarat avsnittet. Keller anser att han är stolt över sitt arbete och att det är det bästa manuset han skrivit. Han anser att många gillar saker som de har varit och de kan inte acceptera att saker förändras. En del repliker ändrades i manuset efter att han skrev sitt utkast. Bill Oakley och Josh Weinstein ville prova på något nytt och avsnittet blev ett experiment på det. De anser att avsnittet inte accepterades lika bra som till exempel "The Simpsons Spin-Off Showcase". De la in slutet för att avsnittet skulle accepteras.
Under 2001 berättade Harry Shearer att han sa till författarna att det var helt fel då han fick se manuset. De tar någon som publiken har sett i nio år och slänger det i soporna då han hela tiden lurats. Det visar inte respekt för publiken. Under 2006 sa Shearer att författarna vägrar prata om avsnittet då de nog insett att det var ett misstag. De nämner aldrig historien. Matt Groening anser att avsnittet är ett av de sämsta. Han har kallat avsnittet för ett misstag i Rolling Stone. Avsnittet har senare nämnts i säsong elva-avsnittet "Behind the Laughter". och säsong 15-avsnittet "I, (Annoyed Grunt)-Bot.